# ヘンリー・ホプキンス・シブレー

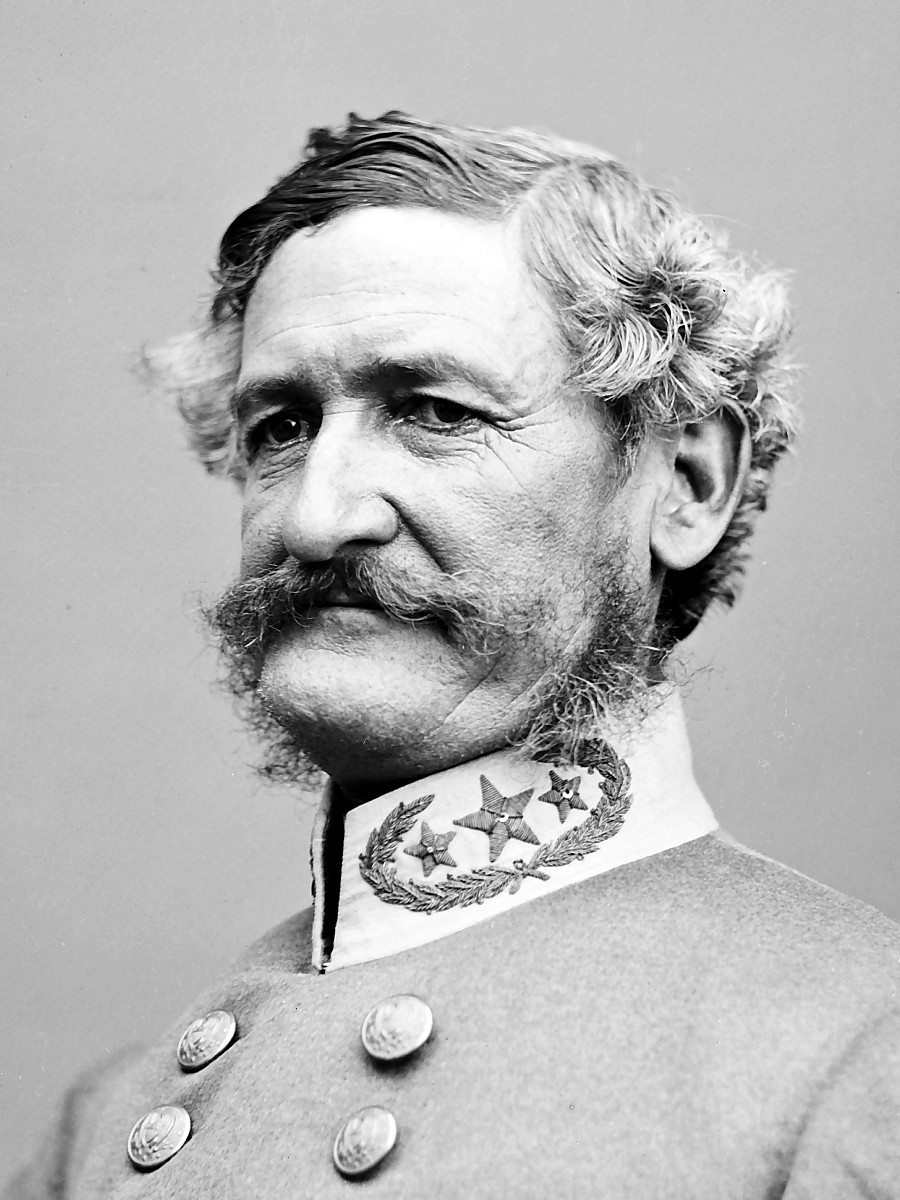
およそ1865年のシブレーのポートレート。撮影 w:Mathew Brady

ヘンリー・ホプキンス・シブレー（Henry Hopkins Sibley, 1816年5月25日 - 1886年8月23日）は、南北戦争中ニューメキシコ準州で戦ったアメリカ連合国軍准将。

## 人物
シブレー家は元々イギリスとスコットランドの国境地帯の出身である。1629年に、彼らは、ウィンスロップ探検隊と共にアメリカに来て、マサチューセッツに入植した。ヘンリーの祖父ジョン・シブリー博士は、医療従事者としてアメリカ独立戦争で役目を果たした。彼の最初の妻のエリザベス・ホプキンスの死の後にルイジアナに移住した。ジョン・シブレー博士はナチトチェスのレッド川河畔に落ち着いた。1803年に、彼は連邦政府のために西ルイジアナの遠征を行った。1811年に、彼の息子サミュエル・ホプキンス・シブリーはナチトチェスまで彼についてきて、そこで1815年からの1823年に彼が死ぬまで、郡庶務係として務めた。
ヘンリー・ホプキンス・シブレーが7歳の時、 彼は叔父のジョージ・チャンプリン・シブレー夫妻の下へ行き、夫妻はオハイオ州オックスフォードにオハイオ州を設立し、彼はそこに入学した。17歳の時に、ヘンリーはウェストポイントの陸軍士官学校に入学した。彼は、1838年にアメリカ合衆国陸軍士官学校を卒業して、第2米国竜騎兵の少尉に任命された。
1850年代に、彼は「シブリー・テント」を発明して、その後西部開拓地で広く使用された。 また、彼は第二次世界大戦の到来まで使用される「シブリー・ストーブ」を発明した。
南北戦争中, 彼の失敗したニューメキシコ戦役は、コロラド州までのサンタフェ・トレイルの支配と、そこから不凍港のあるカリフォルニア州へのアクセスを得ることを意図されたものだった。しかしながら、 彼の貨物車を失いカリフォルニアの北軍の隊列が接近していた時、彼はグロリエタの戦いの後に撤退を余儀なくされた。彼の相手はエドワード・キャンビー大佐で、以前はアメリカ合衆国陸軍における同僚であった。1862年のサンアントニオへのシブリーの撤退は、太平洋までの拡張とカリフォルニアの鉱物資源の利用への南部連合の国の切望を終了させた。
ニューメキシコ戦役での失敗の後は、シブレーは小さな戦場での指揮を与えられ、またアルコール使用障害と戦った。彼は1863年にルイジアナで軍法会議にかけられた。職務怠慢で有罪になることはなかったが、彼は非難された。戦争の後、彼はエジプトのKhediveの軍事アドバイザーとして役目を果たし、その後貧困のためにバージニア州フレデリックスバーグで死亡した。
アメリカ合衆国将軍でミネソタ州知事の、ヘンリー・ハスティングス・シブレーは彼の遠縁である。